# Dieter Krumpholz

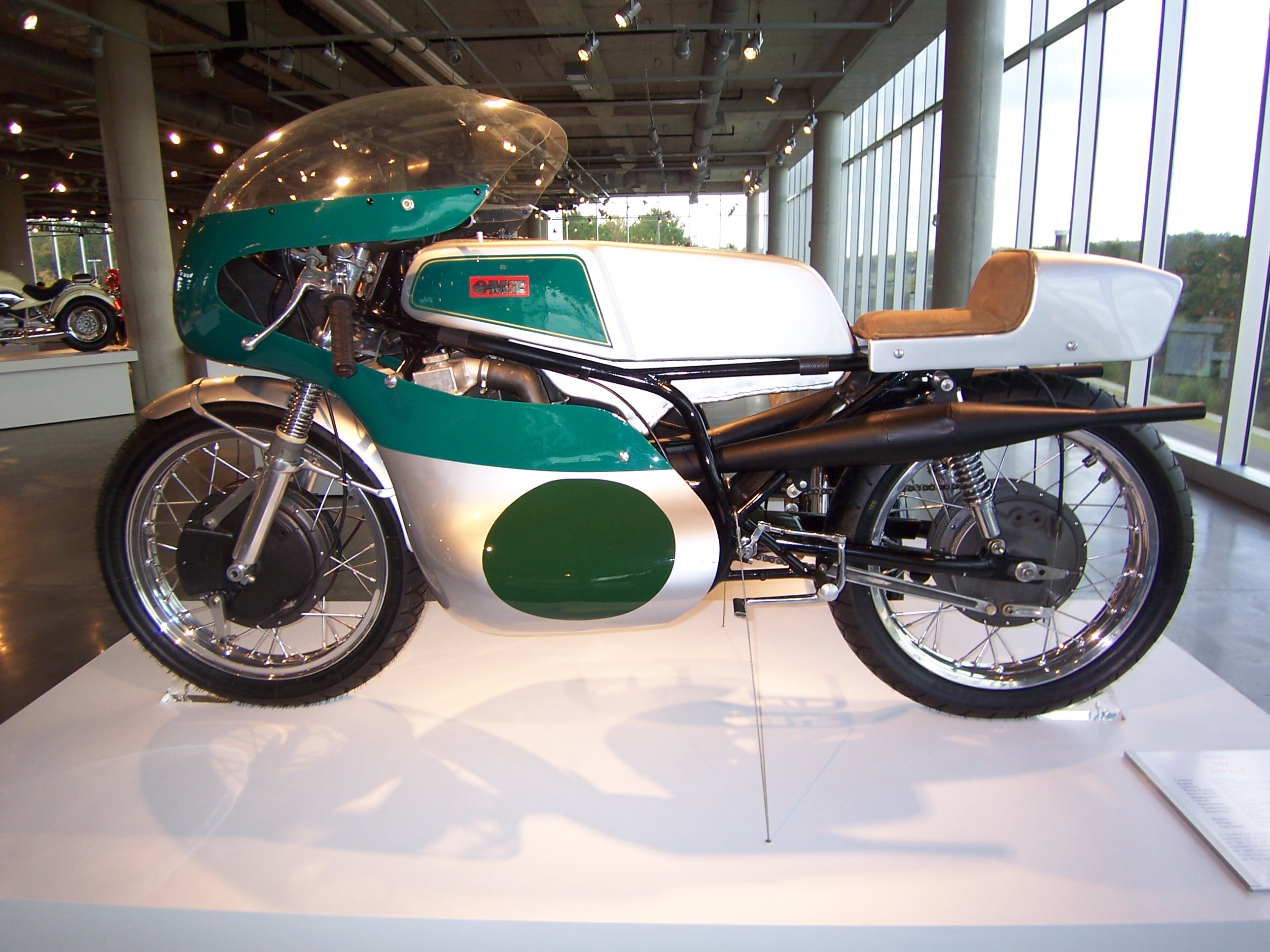
Eine 250er-Werks-MZ der Saison 1964.

Dieter Krumpholz (* 9. Juli 1941; † 22. April 1966 bei Flöha) war ein deutscher Motorradrennfahrer.
Er war der Sohn von Erhart Krumpholz, der in den 1950er- und 1960er-Jahren Werksfahrer bei IFA bzw. MZ in Zschopau war.

## Karriere
Dieter Krumpholz’ Karriere wurde von seinem Vater früh gefördert. 1962 wurde er ins MZ-Team aufgenommen, wo er zusammen mit Heinz Rosner und Klaus Enderlein die 125-cm³-Werksmaschinen pilotierte. Am 19. August 1962 bestritten Vater und Sohn beim Großen Preis der DDR auf dem Sachsenring sogar ein Rennen zusammen. Erhart startete in der 50-cm³-Kategorie zu seinem letzten internationalen Lauf und Dieter trat in der Achtelliterklasse an.
Schnell entwickelte sich Dieter Krumpholz zum Spitzenfahrer. 1963 gewann er die Motorrad-Straßenmeisterschaft der DDR in der 125-cm³-Kategorie. In der Saison 1964 errang Krumpholz mit Rang sechs beim Großen Preis von Finnland in Imatra seinen ersten Punkt in der Motorrad-Weltmeisterschaft.
Im folgenden Jahr gelang ihm im Regen nach hartem Kampf mit dem späteren Sieger, dem Briten Frank Perris auf Suzuki, Rang zwei bei seinem Heim-Grand-Prix auf dem Sachsenring, der ihm ex aequo mit dem Japaner Yoshimi Katayama Rang elf in der Gesamtwertung einbrachte. Beim nicht zur WM zählenden Großen Preis von Österreich in Salzburg-Liefering gewann Dieter Krumpholz den Viertelliterlauf. National siegte er 1964 auf der Bernauer Schleife, beim Schleizer Dreieckrennen, auf dem Bautzener Autobahnring, auf dem Frohburger Dreieck und auf der Autobahnspinne Dresden jeweils in der Viertelliterklasse.
Am Freitag, 22. April 1966 fand die Karriere von Dieter Krumpholz ein jähes Ende, als er bei einem Verkehrsunfall bei Flöha in der Nähe von Karl-Marx-Stadt tödlich verunglückte. Er hatte sich mit einer serienmäßigen MZ ES 250 auf einer Reifentestfahrt auf öffentlichen Straßen befunden, als er auf der Serpentinenstrecke von Flöha hinauf nach Augustusburg mit einem Lastwagen kollidierte. Er hinterließ seine Frau und ihre gemeinsame Tochter.

## Statistik

### Erfolge
- 1963 – 125-cm³-DDR-Meister auf MZ

### In der Motorrad-Weltmeisterschaft
| Saison | Klasse  | Ergebnis | Maschine | Siege |
| ------ | ------- | -------- | -------- | ----- |
| 1964   | 125 cm³ | 24.      | MZ       | 0     |
| 1965   | 125 cm³ | 11.      | MZ       | 0     |